# Lillian Lorraine
Lillian Lorraine (1 de janeiro de 1892 – 17 de abril de 1955) foi uma atriz de cinema e teatro estadunidense que atuou nos anos 1910 e 1920, mais conhecida por sua beleza e por ter sido talvez a mais famosa Ziegfeld Girl no show da Broadway Ziegfeld Follies, nos anos 1910.

## Carreira
Nascida em San Francisco, Lorraine começou sua carreira no teatro em1906. Uma artista de talento limitado mas com beleza e presença de palco carismática, em 1907 tinha quinze anos de idade e atuou em um papel menor em uma produção de Shubert, The Tourists, quando foi descoberta por Florenz Ziegfeld. Ela passou os anos seguintes em uma carreira ascendente, tornando-se uma das mais populares atrações no Follies. Em 1909, Ziegfeld tirou Lorraine da linha de coro na produção daquele ano Miss Innocence, destacando-a como uma artista solo, tornado-se célebre por introduzir a canção By the Light of the Silvery Moon, escrita por Gus Edwards e musicada por Edward Madden

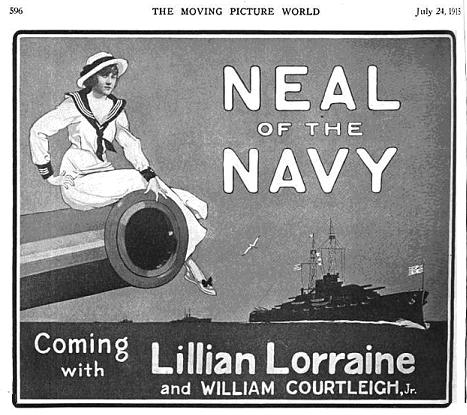
Cartaz do seriado Neal of the Navy, de 1915, estrelado por Lillian Lorraine.

O autor Lee Davis, em seu livro Scandals and Follies, escreve: “Em 1911, Ziegfeld estava loucamente apaixonada por Lillian Lorraine e permaneceria assim, em maior e menor grau, para o resto de sua vida, apesar de seu (dela) comportamento errático, irresponsável, muitas vezes sem sentido, seus casamentos múltiplos com outros homens, seus próprios dois casamentos e sua necessidade por toda sua vida adulta de dormir com o melhor das belezas que contratou”.
O relacionamento, seja profissional ou romântico, entre Ziegfeld e Lorraine, levou ao fim do casamento com a  atriz Anna Held. A relação entre Lorraine e Ziegfeld foi turbulenta e emocionalmente complexa, mas sua paixão foi tanta que a segunda esposa de Ziegfeld, Billie Burke, confessou que Lorraine era o único envolvimento sexual do passado de Ziegfeld que despertou ciúmes.
Lorraine estrelou muitas produções anuais do The Ziegfeld Follies tanto quanto o musical de 1912 na Broadway Over the River. Ela também se aventurou no cinema com um sucesso limitado, atuando em dez filmes entre 1912 e 1922, incluindo o seriado Neal of the Navy, em 1915, com William Courtleigh, Jr.

## Vida pessoal

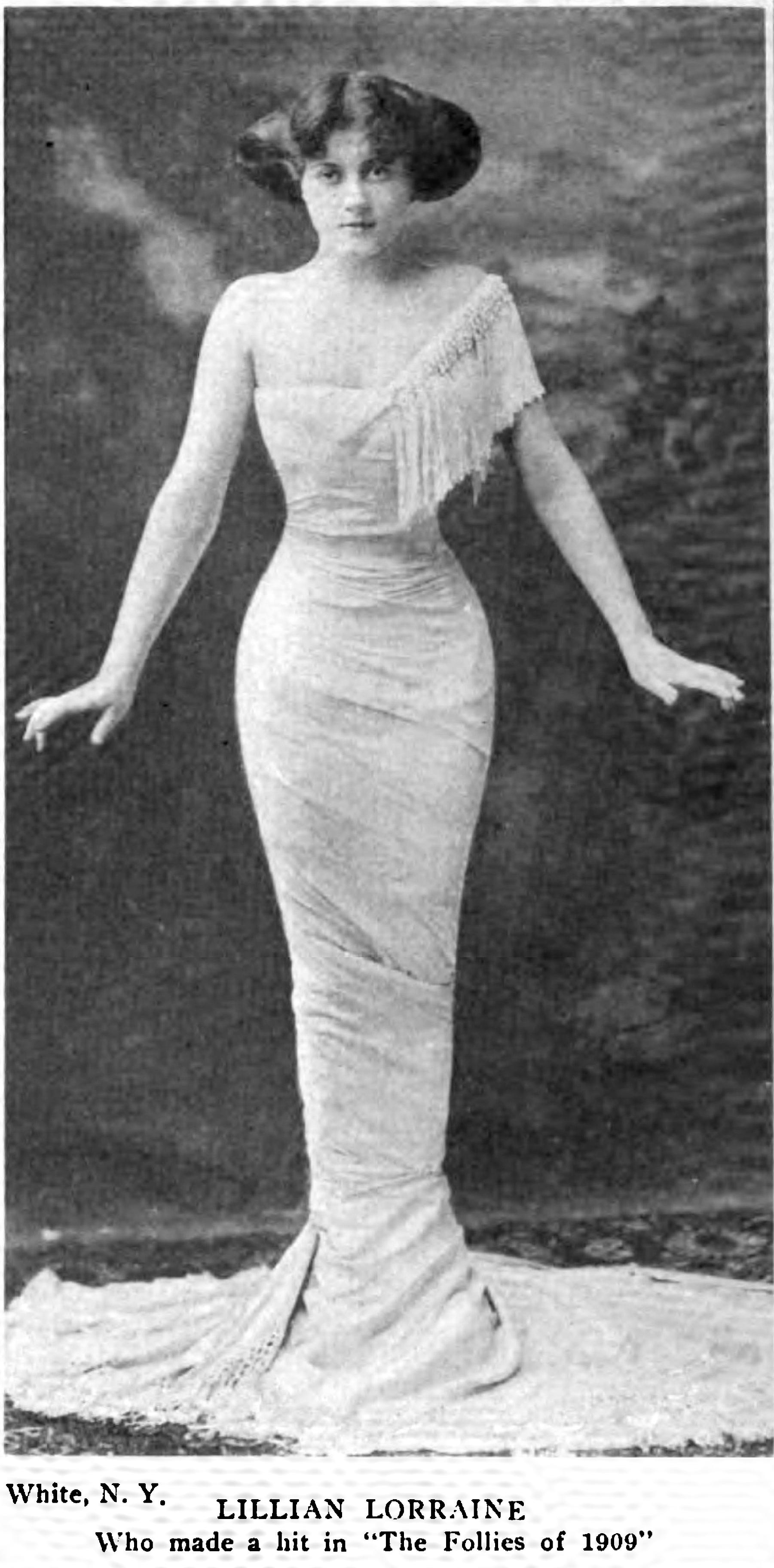
Theatre Magazine, 1909

A vida pessoal de Lorraine ganhou mais notoriedade do que o seu talento ou beleza, e ela era assunto comum nos jornais do dia em notícias sobre seus romances ou confusões  com estrelas rivais, tais como Fanny Brice. Sua personalidade e vida privada alegadamente foram uma grande influência na criação de personagens pela escritora Anita Loos, tais como Lorelei para o romance Gentlemen Prefer Blondes.
Apesar de o romance de Lorraine com Ziegfeld ter chegado ao fim nos anos 1910, a bilheteria para as suas produções se manteve no período, porém sua fama diminuiu na década de 1920, e trabalhou por um período em vaudeville.

### Casamentos
O primeiro casamento de Lorraine foi com Frederick M. Gresheimer, em 27 de março de  1912, após terem se conhecido em uma praia. Dez dias depois, Lorraine anunciou que seu casamento fora um erro, e que o casal era incompatível devido a sua carreira. O casamentofoi invalidado mais tarde, pois Gresheimer não havia se divorciado de sua primeira esposa. Lorraine e Gresheimer voltaram a casar-se em maio de 1913. Três meses mais tarde, Lorraine quis o casamento anulado, depois de afirmar que Gresheimer se deturpara.
No fim dos anos 1940, Lorraine casou com Jack O'Brien, um contador, adotando o nome dele. De acordo com o biógrafo de Lillian, Nils Hanson, não existe nenhum registro do casamento e o casamento era provavelmente um casamento “de acordo”.

## Morte
Lorraine desapareceu da vista do público em 1941, algumas vezes usando o nome de solteira de sua mãe, Mary Ann Brennan.
Ela morreu em 17 de abril de 1955, aos 63 anos, em Nova Iorque. Seu funeral, que foi realizado no Holy Name of Jesus Roman Catholic Church, foi assistido por seu marido, seu contador e dois amigos. Lorraine foi inicialmente enterrada em uma cova comum, no Calvary Cemetery, no Queens, Nova Iorque. Seu corpo depois foi exumado e mudado para um jazigo de família de amigos no Saint Raymond's Cemetery, no Bronx.

## Broadway

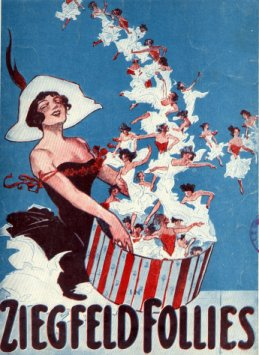
Cartaz promocional do show musical Ziegfeld Follies, que durou de 1907 a 1931.

| Data                                             | Produção                 | Papel              |
| ------------------------------------------------ | ------------------------ | ------------------ |
| 30 de novembro de 1908 – 1 de maio de 1909       | Miss Innocence           | Angele             |
| 14 de junho – 7 de agosto de 1909                | Ziegfeld Follies of 1909 | Performer          |
| 20 de junho – 3 de setembro de 1910              | Ziegfeld Follies of 1910 | Performer          |
| 26 de junho – 2 de setembro de 1911              | Ziegfeld Follies of 1911 | Performer          |
| 8 de janeiro – 20 de abril de 1912               | Over the River           | Myrtle Mirabeau    |
| October 21, 1912 - January 4, 1913               | Ziegfeld Follies of 1912 | Performer          |
| 10 de janeiro – 30 de maio de 1914               | The Whirl of the World   | Fifi, Cleopatra II |
| 19 de novembro de 1917 – 23 de fevereiro de 1918 | Odds and Ends of 1917    | Performer          |
| 18 de junho de 1918 – data desconhecida          | Ziegfeld Follies of 1918 | Performer          |
| julho de 1918 – data desconhecida                | Ziegfeld Midnight Frolic | Performer          |
| 8 de novembro de 1919 – 3 de janeiro de 1920     | The Little Blue Devil    | Paulette Divine    |
| 8 de março – maio de 1920                        | Ziegfeld Girls of 1920   | Performer          |
| 13 de janeiro – 13 de maio de 1922               | The Blue Kitten          | Totoche            |

## Filmografia parcial
| Ano  | Título                      | Papel                 | Notas                                                                                     |
| ---- | --------------------------- | --------------------- | ----------------------------------------------------------------------------------------- |
| 1912 | The Immigrant's Violin      | Lora – amor de Albert | Curta-metragem                                                                            |
| 1912 | Dublin Dan                  | The Old Hag           | Curta-metragem                                                                            |
| 1912 | The Face at the Window      |                       | Curta-metragem                                                                            |
| 1913 | The Detective's Santa Claus | Miss Steele           | Curta-metragem                                                                            |
| 1913 | The Old Parlor              |                       | Curta-metragem                                                                            |
| 1915 | Neal of the Navy            | Annette Illington     | Seriado                                                                                   |
| 1915 | Should a Wife Forgive?      | La Belle Rose         |                                                                                           |
| 1917 | The Prima Donna's Special   | The Prima Donna       | Curta-metragem Título alternativo: The Hazards of Helen (#118): The Prima Donna's Special |
| 1918 | Playing the Game            |                       |                                                                                           |
| 1922 | Lonesome Corners            | Martha Forrest        |                                                                                           |

## Na cultura popular
A primeira biografia de Lorraine, Lillian Lorraine: The Life and Times of a Ziegfeld Diva, por Nils Hanson, foi publicada em outubro de 2011 pela McFarland Press.
Lorraine foi interpretada por Valerie Perrine no filme de 1978 Ziegfeld: The Man and His Women (Columbia Pictures).
Uma personagem fictícia claramente baseada em Lorraine foi interpretada por Virginia Bruce no filme de 1936 The Great Ziegfeld.